# Silberglas

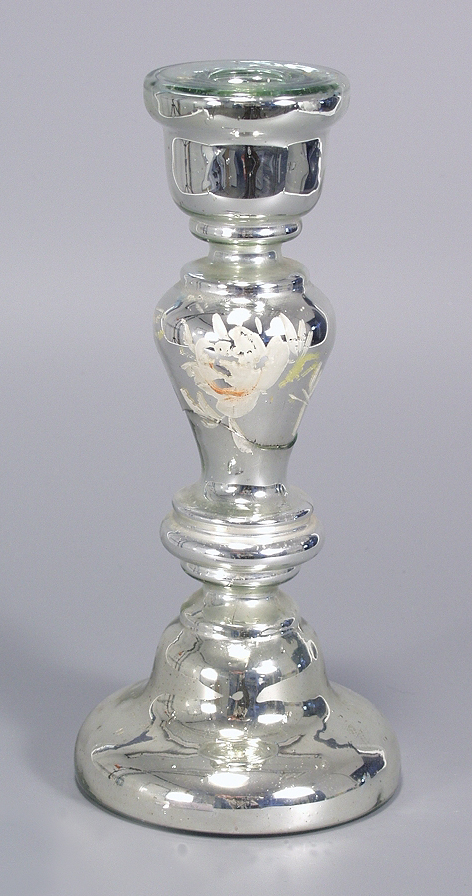
Kerzenhalter aus silberfarbenem „Bauernsilber“

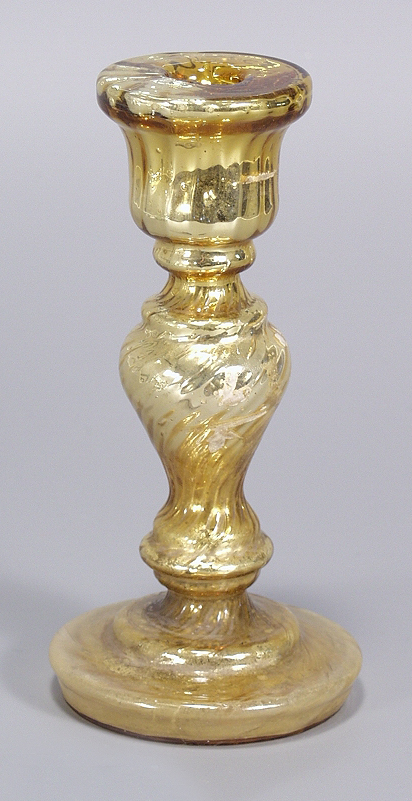
Goldfarbener Kerzenhalter aus Silberglas

Silberglas ist ein doppelwandiges, innenversilbertes Glas, welches ausschließlich in Handarbeit hergestellt wird. Gelegentlich wird es auch Bauernsilber genannt, wobei es sich dann um ein einwandiges silbrig, gelegentlich auch golden schimmerndes Glas handelt. Der Begriff Bauernsilber rührt daher, dass sich die Landbevölkerung des 19. Jahrhunderts keine Gebrauchsgegenstände aus Silber leisten konnte und daher das preisgünstigere beschichtete Glas verwendete.

## Herstellung und Geschichte
Die Basis bildet ein von Mund geblasener doppelwandiger Glasrohling. Durch ein an der Unterseite vorhandenes Loch erfolgt (nach Abkühlung) die Spülung mittels einer silbernitrathaltigen Lösung. Deren Silber-Reinheitsgrad ist in der Regel 99,99 %. Das Glas ist nun nur innen mit Silber beschichtet, ähnlich einer gläsernen Isolierkanne. Anschließend wird der Gegenstand mittels eines Glaspfropfens luftdicht an der Unterseite verschlossen. 
Das entstandene Silberglasprodukt kann nicht, wie häufig bei Silberwaren zu sehen, anlaufen. Es ist pflegeleicht und leicht zu reinigen, da die Außenseite reines Glas ist. 
In der Vergangenheit wurde das Glas außen häufig mit gemalten Dekoren, Ätzungen, Gravuren oder Glasapplikationen verziert. Bei Gefäßen wirkt die Innenseite im Falle eines Amalgamauftrag oftmals goldgelb. 
Entstanden ist es vorwiegend in den Glaswerkstätten Böhmens und Mährens (vor allem Wilhelm Hofmann in Prag, Hugo Wolf in Iglau und Albert Scheinost in Haida) in der zweiten Hälfte des 19. Jahrhunderts, wurde aber etwa zur selben Zeit auch in England (erste Patente gab es um 1840) und in den USA (erste Patente um 1855) hergestellt. Hier handelte es sich jedoch um Mercury-Glas. Dabei wurden verschiedene Komponenten einschließlich quecksilberhaltigem Amalgam und einwandiges Glas verwendet – ähnlich der Herstellung von Spiegeln. Mercury-Glas ist meist aus sehr dünnem Glas und leicht zerbrechlich, wohingegen in den europäischen Werkstätten in Handarbeit hergestelltes Silberglas deutlich wertiger ist.

## Verwendung
Ursprünglich wurden religiöse Gegenstände wie Becher, Konfektschalen und sogenannte Versehgarnituren aus Silberglas hergestellt. Letztere waren auf diese Art versilberte Kelche, Kerzenleuchter und Heiligenfiguren, die in Zimmern von Sterbenden zur Versehung aufgestellt wurden.

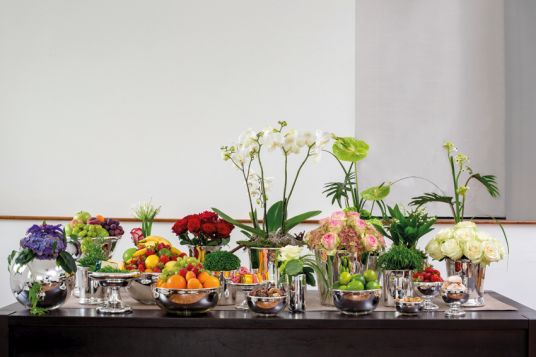
Beispiele handwerklich hergestelltes Silberglas

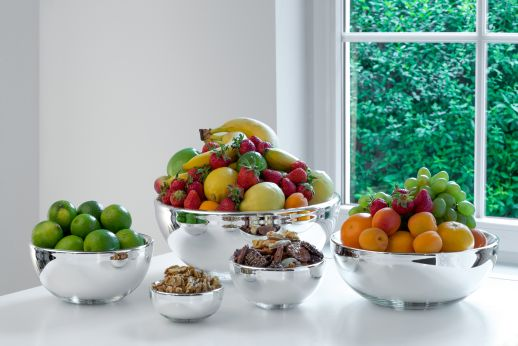
Silberglas-Bauernsilber